# Dromas ardeola
El dromas (Dromas ardeola) es una especie de ave caradriforme de la familia Dromadidae, la única del género Dromas y de su familia. Es un ave relacionada con gaviotas del suborden Charadrii, pero suficientemente distinta como para meritar su propia familia. 
Se distribuye por Madagascar y costas orientales de África, Asia, de India a Sri Lanka. Anida en las costas del noroeste de India, en el golfo Pérsico y en el mar Rojo; trasladándose al sur para invernar.

## Descripción
Son semejantes a las especies de la subfamilia Charadriinae, pero con las patas mucho más largas y grises. Mide de 30 a 40 cm; pesando 200 a 350 g.

## Reproducción
Anidan en huecos en la arena que ellos excavan. Es inusual por el hecho de anidar en madrigueras en bancos arenosos. Ponen un huevo blanco, ocasionalmente dos, que es muy grande para su tamaño corporal. Los polluelos son únicos en ser inaptos para caminar por varios días. Tras emplumar, aún hay un largo periodo de cuidados parentales. Los polluelos piden comida a los adultos, no necesariamente sus padres, aun cuando están invernando. 

## Hábitat y alimentación
Vive en costas fangosas, costas rocosas, playas, estuarios. Se alimentan principalmente de crustáceos, que encuentra en el litoral. 

## Comportamiento
Son bullangueros, llamando frecuentemente en sus sitios de anidación de sus territorios invernales. Se los ve en grupos, y se asocia con otros grupos de aves. Forma colonias de hasta 1.500 casales.
Es una de las especies donde el Agreement on the Conservation of African-Eurasian Migratory Waterbirds (AEWA) se cumple.